# Конлин, Молли
Молли Лора Конлин (англ. Molly Laura Conlin; род. 8 марта 2001) — британская юная актриса, наиболее известная своим участием в мыльной опере BBC «Жители Ист-Энда» в роли Дотти Контон.

## Личная жизнь
Родилась в графстве Эссекс. Там же и проживает вместе со своей матерью и братом Джеком. В 2008 году Молли подписала контракт с агентством Sylvia Young agency, Marylebone.

## Карьера

### Жители Ист-Энда
Персонаж Ник Коттон, представленный Джоном Альтоном, вернулся в сериал «Жители Ист-Энда» к рождеству 2008 года. По сюжету, после некоторого времени, проведённого в Уолсолле, Ник должен был возвратиться с восьмилетней дочерью Дотти. Роль Дотти была отдана Конлин, которой к тому времени исполнилось семь лет. Рассказывая о кастингах, Конлин отметила: «Я в восторге, потому что я всегда хотела появиться в сериале „Жители Ист-Энда“». Для роли Тиффани Дин, на которую она прослушивалась до этого, её возраст посчитали слишком большим, но ей удалось так впечатлить продюсеров, что они предложили ей роль Дотти. Роль Тиффани была отдана Мейси Смит. В самом начале, возраст Дотти задумывался как 11 лет, но после кастинга Конлин его снизили до семи. Введённая как эпизодический персонаж продюсером Сэнтером, она впервые появилась в декабре 2008 года. Позже она стала постоянно появляться в сериале, пока не покинула проект 23 февраля 2010 года.

## Фильмография

### Телевидение
| Год     | Название                | Роль                | Примечания  |
| ------- | ----------------------- | ------------------- | ----------- |
| 2004    | Маленькая Мисс Джойслин | Главная роль        | 1 эпизод    |
| 2007    | Шоу Омида Джалили       | Девочка в госпитале | 1 эпизод    |
| 2008    | Слава Богу, ты пришёл!  | Главная роль        | 1 эпизод    |
| 2008-10 | Жители Ист-Энда         | Дотти Контон        | 49 эпизодов |
| 2011    | Кухня Аннабель          | Играет саму себя    | 1 эпизод    |
| 2012    | Ужасные истории         | Маленькая девочка   | 1 эпизод    |
| 2013    | Замок Бландингс         | Гледис              | 1 эпизод    |

### Рекламные ролики
| Название         |
| ---------------- |
| Ragu pasta sauce |
| Heinz beans      |
| Bold 2 in 1      |